# Aíd mubarak
Aíd mubarak (en árabe: عِيد مُبَارَك‎, romanizado: ʿīd mubārak, lit. 'Bendita fiesta') es un saludo tradicional musulmán utilizado durante las fiestas del Aíd al-Fitr (la Fiesta del final del ayuno) y del Aíd al-Adha (la Fiesta del Sacrificio). Esta expresión se puede traducir al español como "feliz fiesta, feliz día". Decir estas palabras exactas es una tradición cultural influenciada por profundas raíces religiosas. Sin embargo, estas palabras no son parte de las obligaciones de la religión.

## Etimología
Aíd se refiere a la fiesta en sí, mientras que mubarak significa "bendito, bendición". La expresión se usa comúnmente en el mismo contexto que "felicidades, felicitaciones".
En el mundo musulmán, hay muchos otros saludos para Aíd al-Fitr y Aíd al-Adha. En Turquía, aíd mubarak es poco usado, los hablantes de turco utilizan la expresión Bayramınız Mübarek Olsun o Bayramınız Kutlu Olsun.